# Умия Менезес, Виллиан Дуглас
Виллиан Дуглас Умия Менезес (порт.-браз. William Douglas Humia Menezes; род. 17 марта 1963, Белу-Оризонти) — бразильский футболист, полузащитник.

## Карьера
Дуглас начал карьеру в 1974 году в молодёжном составе клуба «Крузейро». В 1981 году основной состав команды возглавил Прокопио Кардозо, который пригласил полузащитника в первую команду. 5 июля Дуглас дебютировал в «Крузейро» в матче с «Валериодосе» (1:1). С 1982 года футболист стал твёрдым игроком основного состава команды, получив доверие от тренера Юстрича. Сезоном позже он открыл свой счёт мячам за «Крузейро», поразив ворота «Атлетико Параминенсе». В 1984 году Дуглас выиграл титул чемпиона штата Минас-Жерайс, а в 1987 году повторил это достижение. В 1987 году полузащитник перешёл в клуб «Португеза Деспортос».
Летом 1988 года футболист уехал в Португалию, присоединившись к «Спортингу» из Лиссабона. 5 октября футболист дебютировал в составе команды в матче Кубка УЕФА с «Аяксом» (2:1). 24 января 1989 года он забил первый мяч за клуб, поразив ворота «Насьонала» (3:0) в розыгрыше Кубка Португалии. Бразилец выступал за «Спортинг» на протяжении четырёх сезонов, но смог добиться только двух третьих мест. 22 февраля 1992 года Дуглас провёл последний матч за клуб с «Пасуш де Феррейрой» (2:1). Всего в составе «Спортинга» он сыграл 124 матча и забил 14 голов, по другим данным 117 матчей и 11 голов. В 1992 году Дуглас вернулся в «Крузейро». Он стал частью команды, которую прозвали «Команда мечты». Она в том же году смогла выиграть чемпионат штата и Суперкубок Либертадорес. Всего за годы в «Крузейро» Дуглас провёл 391 матч и забил 12 голов. Завершил карьеру полузащитник в 1995 году в «Понте-Прете».
Завершив игровую карьеру, Дуглас попробовал себя на тренерском поприще, возглавив клуб «Итауна». Затем с 2007 по 2008 год возглавлял «Жатаэнсе». После этого периода Дуглас остановился на своём бизнесе: у него имеется ферма в Минас-Жерайс, две компании и восемь магазинов.

## Статистика

### Клубная
| Сезон     | Команда             | Игры | Голы |
| --------- | ------------------- | ---- | ---- |
| 1981      | Крузейро            | 1    | 0    |
| 1982      | Крузейро            | 37   | 0    |
| 1983      | Крузейро            | 53   | 2    |
| 1984      | Крузейро            | 54   | 1    |
| 1985      | Крузейро            | 57   | 0    |
| 1986      | Крузейро            | 61   | 4    |
| 1987      | Крузейро            | 21   | 0    |
| 1988      | Португеза Деспортос | ?    | ?    |
| 1988/1989 | Спортинг (Лиссабон) | 25   | 1    |
| 1989/1990 | Спортинг (Лиссабон) | 29   | 5    |
| 1990/1991 | Спортинг (Лиссабон) | 37   | 4    |
| 1991/1992 | Спортинг (Лиссабон) | 26   | 1    |
| 1992      | Крузейро            | 21   | 3    |
| 1993      | Крузейро            | 30   | 0    |
| 1994      | Крузейро            | 49   | 2    |
| 1995      | Понте-Прета         | 8    | 0    |

### Международная
| Матчи Дугласа за сборную Бразилии | Матчи Дугласа за сборную Бразилии | Матчи Дугласа за сборную Бразилии | Матчи Дугласа за сборную Бразилии | Матчи Дугласа за сборную Бразилии | Матчи Дугласа за сборную Бразилии | Матчи Дугласа за сборную Бразилии |
| --------------------------------- | --------------------------------- | --------------------------------- | --------------------------------- | --------------------------------- | --------------------------------- | --------------------------------- |
| №                                 | Дата                              | Место проведения                  | Оппонент                          | Счёт                              | Голы                              | Турнир                            |
| 1                                 | 19 мая 1987                       | Лондон                            | Англия                            | 1:1                               | —                                 | Кубок Роуза                       |
| 2                                 | 23 мая 1987                       | Дублин                            | Ирландия                          | 0:1                               | —                                 | Кубок Роуза                       |
| 3                                 | 26 мая 1987                       | Глазго                            | Шотландия                         | 2:0                               | —                                 | Кубок Роуза                       |
| 4                                 | 28 мая 1987                       | Хельсинки                         | Финляндия                         | 3:2                               | —                                 | Товарищеский матч                 |
| 5                                 | 1 июня 1987                       | Тель-Авив                         | Израиль                           | 4:0                               | —                                 | Товарищеский матч                 |
| 6                                 | 21 июня 1987                      | Флорианополис                     | Эквадор                           | 4:1                               | —                                 | Товарищеский матч                 |
| 7                                 | 24 июня 1987                      | Порту-Алегри                      | Парагвай                          | 1:0                               | —                                 | Товарищеский матч                 |
| 8                                 | 28 июня 1987                      | Кордова                           | Венесуэла                         | 5:0                               | 1                                 | Кубок Америки                     |
| 9                                 | 3 июля 1987                       | Кордова                           | Чили                              | 0:4                               | —                                 | Кубок Америки                     |
| 10                                | 9 декабря 1987                    | Уберландия                        | Чили                              | 2:1                               | —                                 | Товарищеский матч                 |
| 11                                | 12 декабря 1987                   | Бразилиа                          | ФРГ                               | 1:1                               | —                                 | Товарищеский матч                 |
| 12                                | 27 марта 1989                     | Удине                             | сборная мира                      | 1:2                               | —                                 | Товарищеский матч                 |

## Достижения
- Чемпион штата Минас-Жерайс: 1984, 1987, 1992, 1994
- Победитель Панамериканских игр: 1987
- Победитель предолимпийского турнира КОНМЕБОЛ: 1987
- Обладатель Кубка Роуза: 1987
- Обладатель Суперкубка Либертадорес: 1992
- Обладатель Кубка Бразилии: 1993

## Личная жизнь
Дуглас женат на Иванисе Гарсии Торрес Менезес. Его сын, Педро Энрике Торрас Менезес занял пятое место в Бразилии по среднему баллу на национальном экзамене в средней школе и второе место на экзамене по медицине в Федеральном университете Минас-Жерайса. Дочь Марселла Менезес закончила медицинский факультет.